# Glenea krausemani
Glenea krausemani é uma espécie de escaravelho da família Cerambycidae. Foi descrito por Stephan von Breuning em 1958.  É conhecida a sua existência em Moluccas.